# Type 74
Le Type 74 (74式戦車 nana-yon-shiki-sensha) est un char de combat japonais. Conçu par Mitsubishi Heavy Industries, il est en service dans les Forces terrestres japonaises d'autodéfense depuis septembre 1975. Sur le plan visuel, le Type 74 est très semblable à l'AMX-30 français, entré en service près de 10 ans auparavant, mais se démarque par l'emploi d'une suspension oléopneumatique réglable et d'un télémètre laser. À partir des années 1990, il commence à être suppléé par le Type 90 avant d'être finalement déclassé et retiré du service actif en mars 2024.

## Histoire

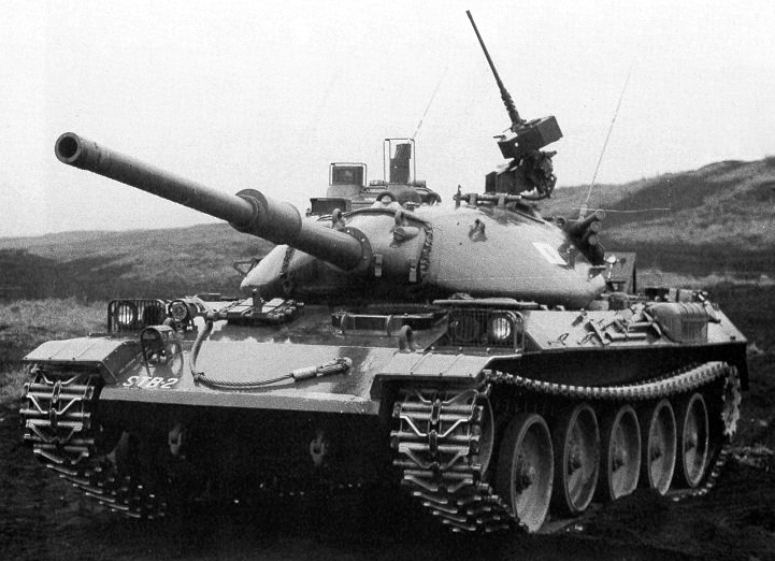
Le prototype STB-2

Afin de trouver un successeur au Type 61, les Forces japonaises d'autodéfense entreprirent l'étude d'un nouveau modèle de char dès 1962 (date à laquelle le Type 61 est entré en service). Encore une fois, Mitsubishi Heavy Industries fut désigné comme maître d'œuvre pour développer l'engin. De nouvelles technologies furent expérimentées à l'aide de démonstrateurs entre 1964 et 1967. Cela conduisit à la construction de deux prototypes, appelés STB-1, qui sortirent des chaînes de l'usine Maruko (actuellement Tokyo Motor Vehicle Works) en septembre 1969. 
Ces prototypes révélaient de nombreux emprunts aux réalisations étrangères, tels que la suspension oléopneumatique du MBT-70 américano-allemand ou le canon américain M68. La tourelle présentait d'étranges ressemblances avec celle du char français AMX-30. 
Un chargement automatique des munitions de 105 mm conçu par Japan Steel Works constituait une réelle nouveauté que seuls Soviétiques et Suédois avaient eu l'audace d'appliquer sur des chars en service à cette époque. Comme sur le MBT-70, l'armement secondaire était téléopéré depuis l'intérieur de la tourelle. 
En 1971, le STB-3 présentait la configuration finale série adoptée par la Force terrestre d'autodéfense japonaise. Le chargement automatique avait disparu ainsi que la mitrailleuse téléopérée, essentiellement pour des raisons de coûts et de complexité. Le premier Type 74 sorti d'usine en 1975, 850 autres exemplaires suivront jusqu'en 1988.
Avec le retrait des unités de combat, il reste fin 2024 une unité d'entraînement aux chars de l'école de Fuji de la JGSDF composée de deux compagnies (jusqu'à 15 chars).

## Caractéristiques techniques

### Armement
Le Type 74 est armé d'un canon M68 de 105 mm, le tube du canon est produit sous licence au Japon.
Le débattement du canon en site est de +9° à -6° mais peut être accentué de +15° à -12° grâce aux suspensions oléopneumatique qui peuvent faire varier l'assiette du char. Le pointage du canon est assuré par un moteur hydraulique.
La gamme de munitions employées par le Type 74 comporte :
- L28A1 APDS-T : un obus perforant sous-calibré à sabot détachable de fabrication britannique, son noyau en carbure de tungstène est capable de perforer une plaque d'acier de 120 mm sous une incidence de 60° à 914 m de distance.
- Type 75 HEP-T : un obus à tête d'écrasement produit sous licence au Japon, il capable de générer des éclats derrière une plaque de blindage épaisse de 127 mm.
- M735 APFSDS-T : un obus-flèche américain, entré en dotation en 1984 sur le Type 74, il perce une plaque de blindage de 152 mm d'épaisseur sous une incidence de 60° à 1 000 m.
- Type 91 HEAT-T : un obus à charge creuse M456 HEAT-T américain produit sous licence au Japon à partir de 1991, il perce une plaque de blindage de 175 mm d'épaisseur sous une incidence de 60° à 1 000 m.
- Type 93 : un obus-flèche de conception japonaise entré en dotation en 1993[6].
- Type 00 : une munition d'entrainement entrée en dotation en 2000.

L'armement secondaire comprend une mitrailleuse lourde M2 de 12,7 mm, servie de l'extérieur par le chef de char, et une mitrailleuse coaxiale Type 74 de 7,62 mm.

### Optiques et conduite de tir
- Le chef de char dispose d'un viseur périscopique J3 possédant un grossissement de × 1 à × 8. Un télémètre laser Nippon Electric[4] est intégré dans son tourelleau, celui-ci comporte une couronne de cinq épiscopes, il est capable de pivoter sur 360°.
- Le tireur dispose d'un viseur périscopique J2 possédant un grossissement de × 1 à × 8 ainsi que d'un viseur télescopique J1 offrant également un grossissement de × 8, celui-ci est installé dans le masque, à droite du canon de 105 mm.
- Le chargeur possède un épiscope M6, monté sur un support rotatif pour l'observation directe des abords du char.
- Le conducteur a trois épiscopes JM17.

La conduite de tir est organisée autour d'un calculateur balistique Mitsubishi Electric. 
Un phare à lumière blanche/infrarouge est monté à gauche du canon est employé pour le tir de nuit, il fut utilisé pour surveiller le mont Unzen lors de son éruption en 1991.

### Mobilité
Le Type 74 est propulsé par un moteur diesel suralimenté à 10 cylindres diesel Mitsubishi 10ZF22WT à refroidissement par air, d'une puissance de 720 ch à 2 200 tr/min. Il possède deux turbocompresseurs (un par rangée de cylindres) entraînés par le vilebrequin.
Son couple maximal est de 2 451 N m à 1 600 tr/min. Ce moteur deux temps a une cylindrée de 21,5 ℓ.
La boîte de vitesses Mitsubishi MT 75 possède six rapports en marche avant, le passage des vitesses se fait manuellement. La boîte intègre une direction à double différentiel. Afin de garantir une bonne accélération, la longueur des rapports de boîte est courte, ce qui limite la vitesse maximale sur route à 53 km/h.
Le train de roulement de type Christie à cinq galets, sans rouleaux porteurs pour supporter le brin supérieur. La suspension oléopneumatique permet de contrôler l'assiette et de la garde au sol, ce qui permet au char de se cabrer, de baisser le nez ou monter et descendre en fonction de la nature des obstacles à franchir (de 200 à 650 mm de garde au sol).

### Blindage et protection
La caisse du Type 74 est constituée d'un assemblage de plaques d'acier soudées entre-elles, son glacis présente deux angles incidence. La tourelle est en acier moulé, sa forme arrondie favorise les ricochets.
Deux batteries de trois lance-pots fumigène type 74 sont montées de part et d'autre de la tourelle.

#### Disposition du blindage sur le char
| Zone concernée       | épaisseur réelle | angle d'inclinaison | épaisseur à l'horizontale |
| -------------------- | ---------------- | ------------------- | ------------------------- |
| Glacis avant         | 80 mm            | 25°                 | 189 mm                    |
| Avant de la caisse   | 80 mm            | 35°                 | 139 mm                    |
| Côtés de la caisse   | 35 mm            | 35 mm               | 35 mm                     |
| Arrière de la caisse | 25 mm            | 25 mm               | 25 mm                     |

## Versions
- Type 74 (74式戦車 初期生産型) (1975) : modèle original entré en service en 1975.
- Type 74 mod B (74式戦車 B型) : équipé en 1984 d'une conduite de tir améliorée et optimisé pour le tir de munitions flèches[6].
- Type 74 mod C (74式戦車 C型) : nouveau camouflage, repeint en 1987.
- Type 74 mod D (74式戦車 D型) : ajout d'un manchon anti-arcure en 1987.
- Type 74 mod E (74式戦車 E型) : mise à jour de la conduite de tir en 1991 afin de pouvoir tirer l'obus à charge creuse Type 91.
- Type 74 mod F (74式戦車 F型) : dix chars sont équipés d'attaches en 1993 pour permettre la fixation d'un rouleau de déminage.
- Type 74 mod G/Kai (74式戦車 G型/改) : revalorisation de quatre chars Type 74 en 1993 comprenant le remplacement du phare par une caméra thermique, ajout de détecteurs d'alerte laser couplés aux lance-pots fumigènes, montage de jupes latérales pour protéger le train de roulement. Il intègre également le système de filtration NBC du char de combat Type 90[6].

Le châssis du Type 74 fut décliné en plusieurs variantes :
- le Type 87 (87式自走高射機関砲), un système d'arme anti-aérien bitube de 35 mm monté sur un Type 74
- le Type 78 (78式戦車回収車), un dépanneur de chars
- le Type 91 (91式戦車橋), un char-pont

## Apparition dans les médias
- Dans le jeu vidéo War Thunder, le Type 74 (variantes C, E et F), l'un de ses prototypes (STB-2) et le Type 87 sont présents au rang VI (rang V pour les STB-2 et Type 74 C) des forces terrestres japonaises. Le Type 74G a également été ajouté au jeu (véhicule premium).
- Des Type 74 font leur apparition au début de l'anime et du manga Gate : Jieitai Kanochi nite, Kaku Tatakaeri et sont utilisés dans un combat clairement déséquilibré contre des chevaliers ne pouvant rien face à une telle technologie.
- Des Type 74 sont visibles dans le premier épisode de l'animé japonais Neon Genesis Evangelion et dans le film Evangelion: 1.0 You Are (Not) Alone. En action, ils tirent sur les ennemis des humains, les Ange (Evangelion).

## Galerie photos

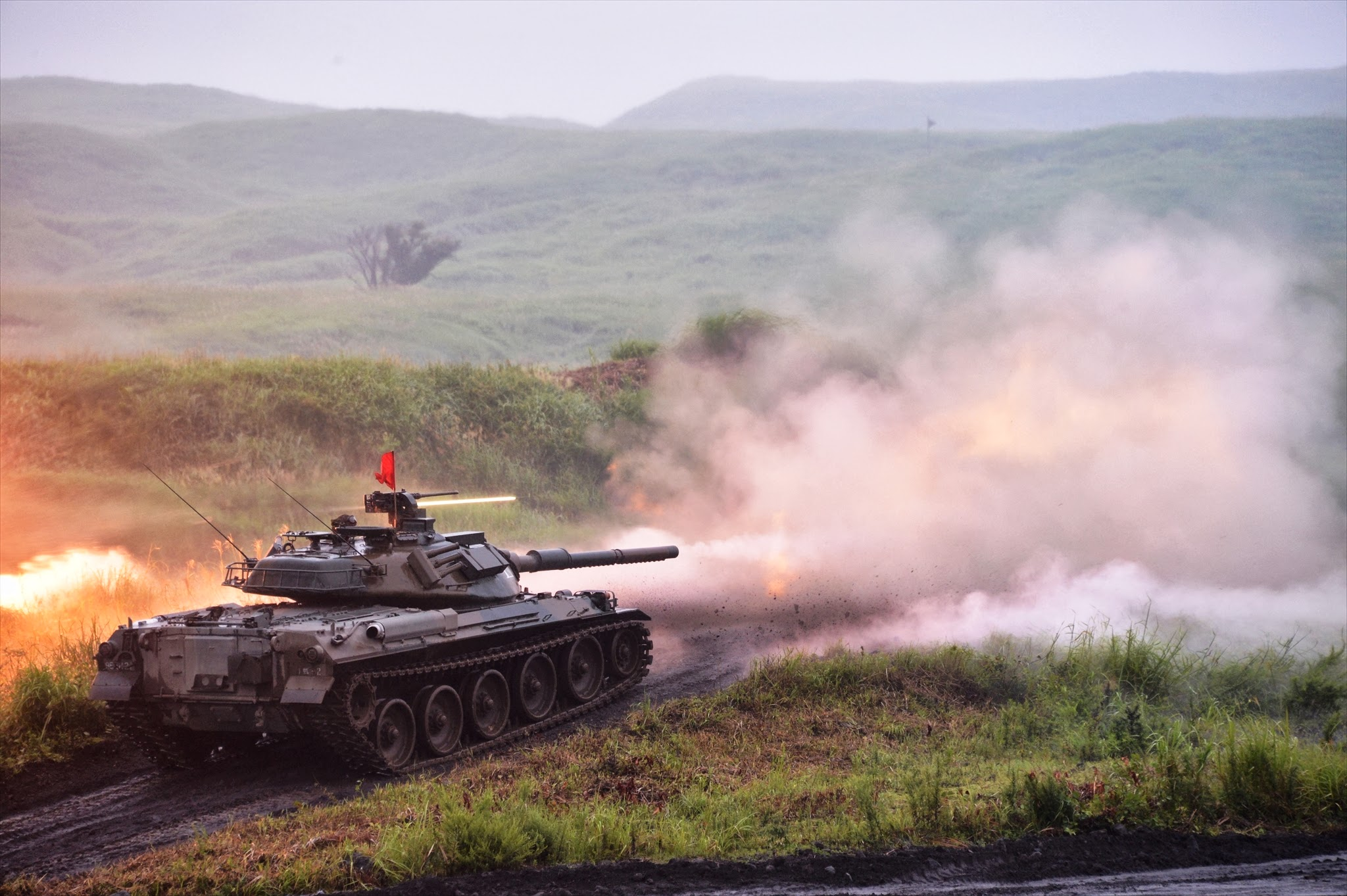
Tirs de Type 74 en 2013
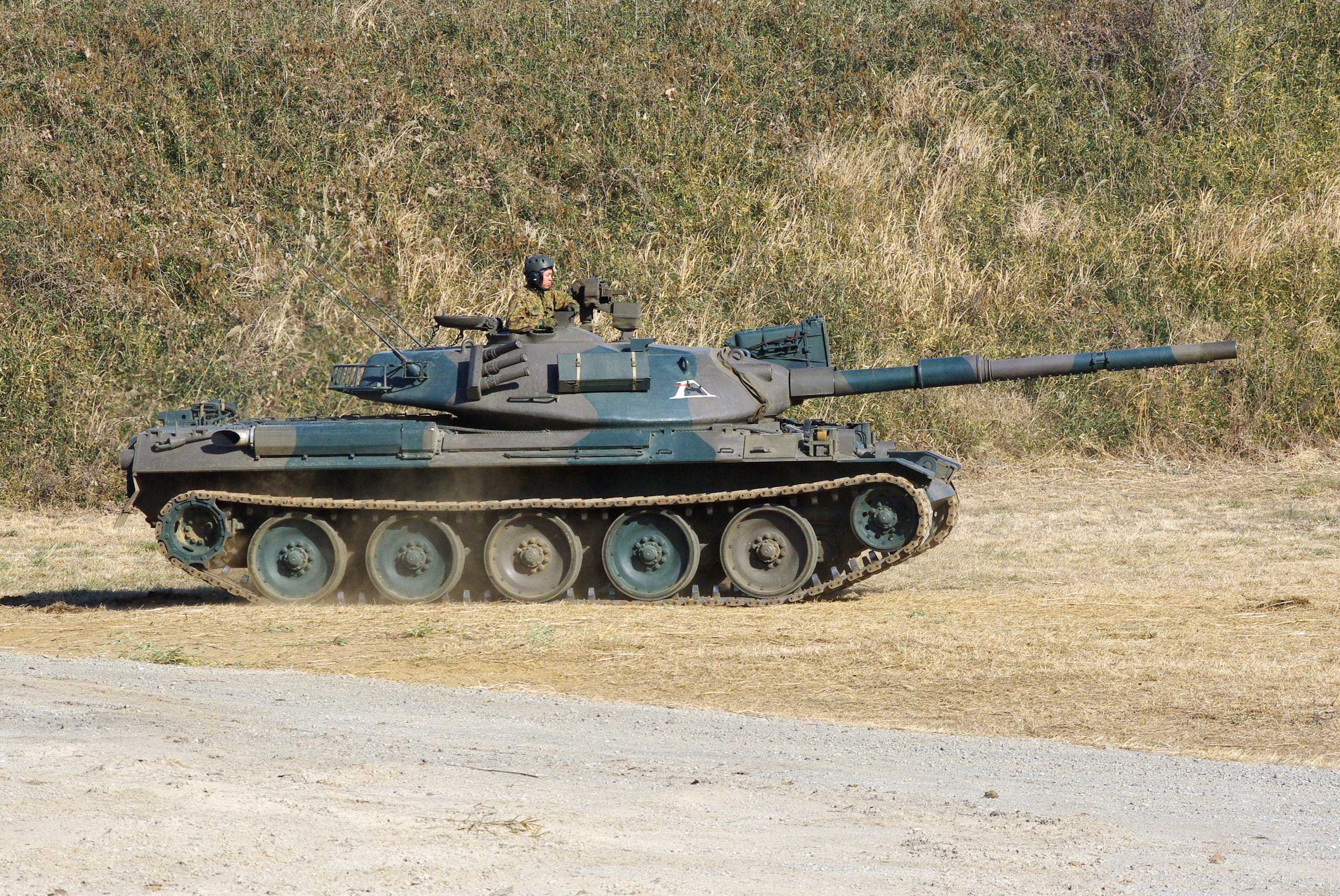
Vue de profil en 2012
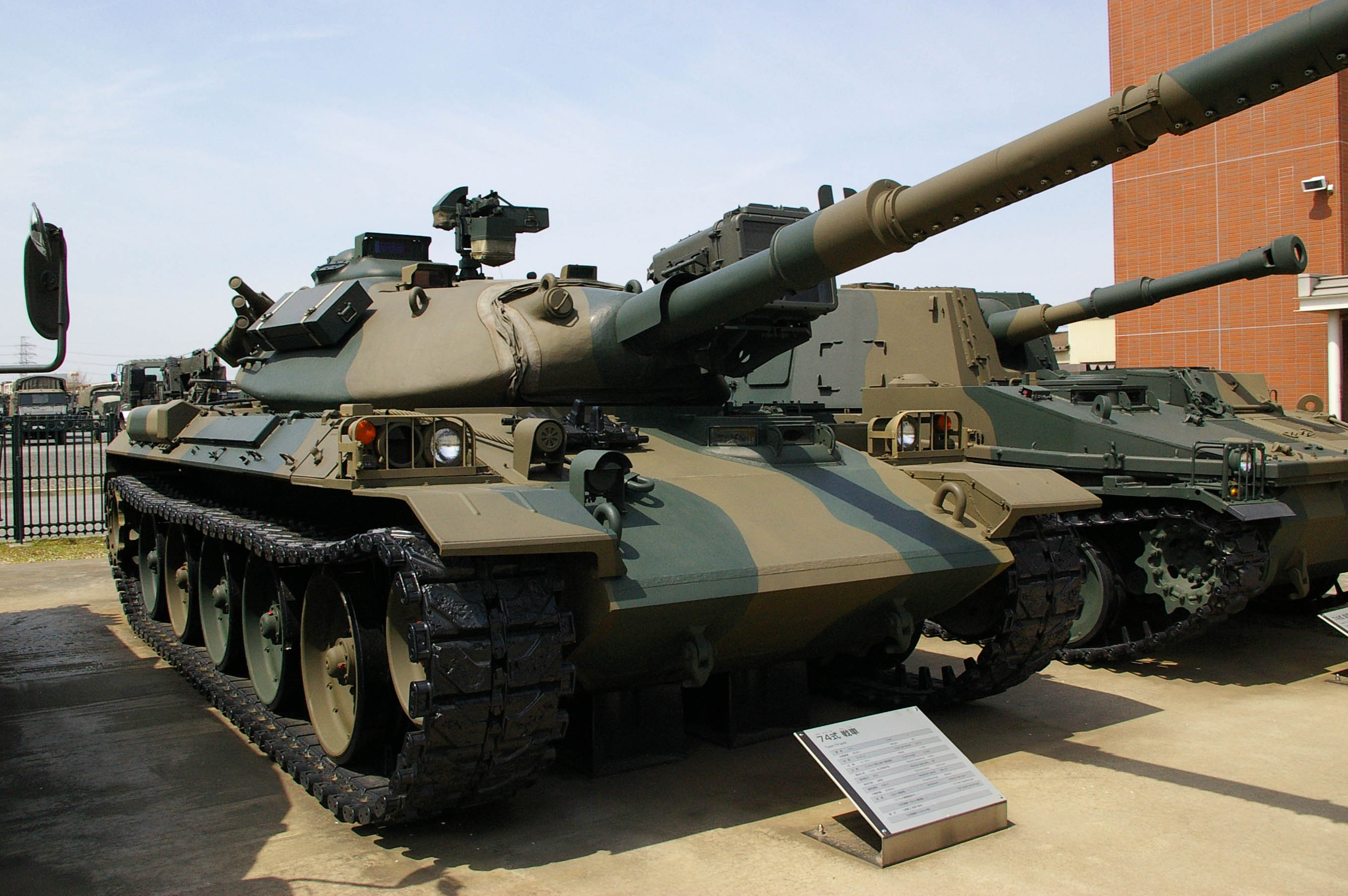
Vue de face
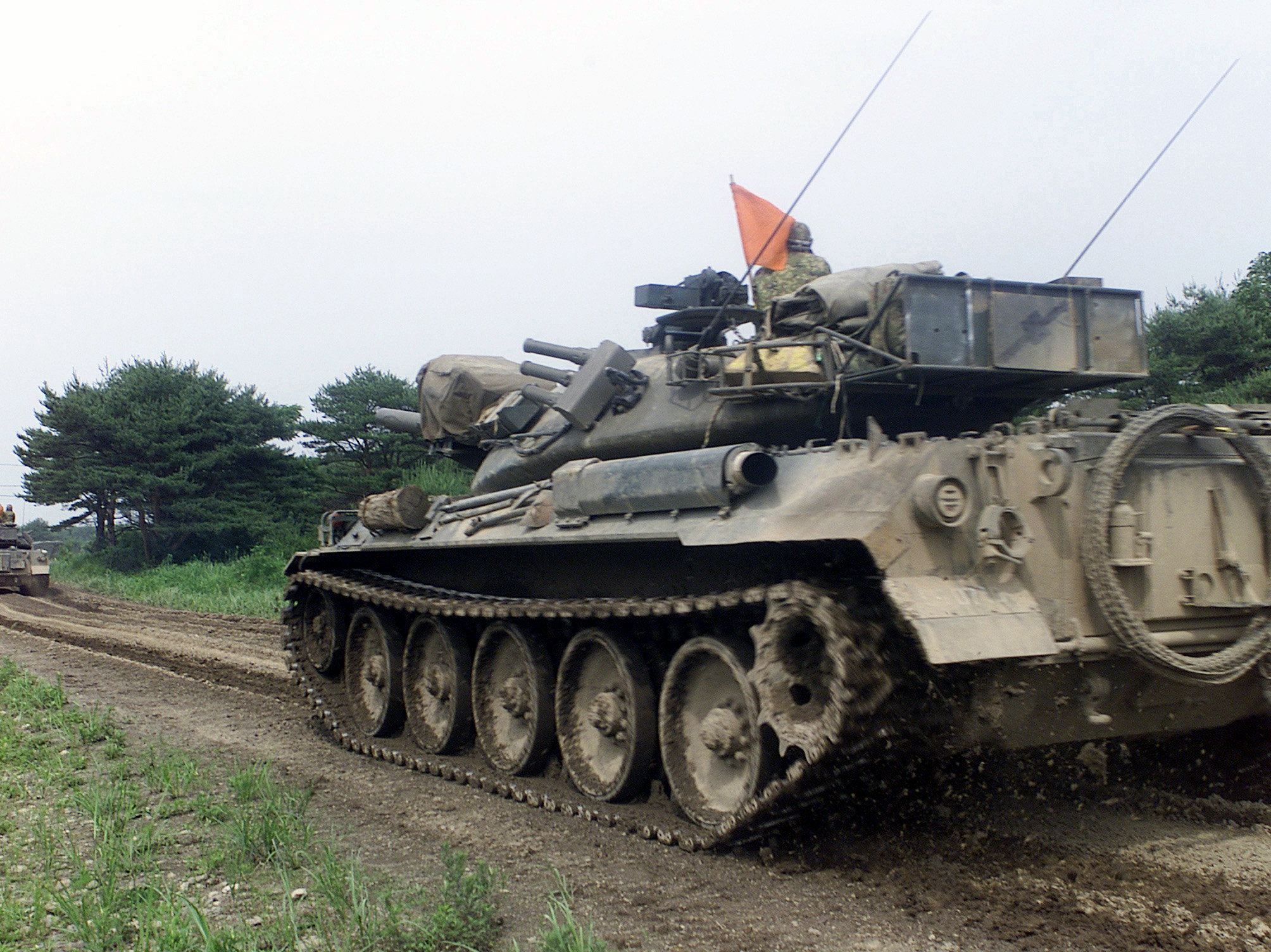
Vue arrière
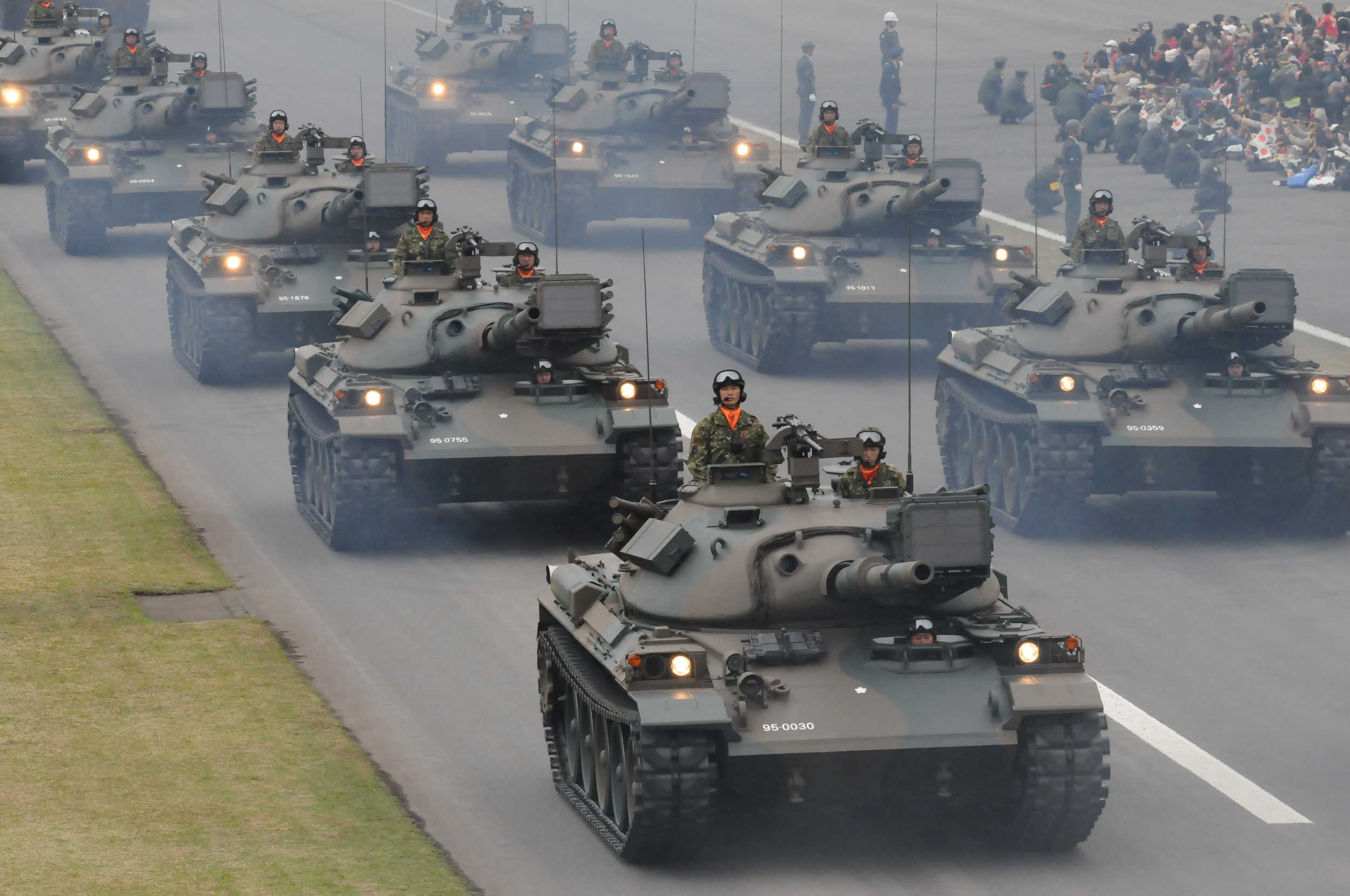
Défilé en 2012